# Jamestown (Ohio)
Pour les articles homonymes, voir Jamestown.
Jamestown est un village américain situé dans le comté de Greene, dans l'Ohio. Selon le recensement de 2010, sa population est de 1 993 habitants.